# Artanema
Artanema é um género botânico pertencente à família Plantaginaceae. Tradicionalmente este gênero era classificado na família das Scrophulariaceae.

## Espécies
| - Artanema angustifolium - Artanema bantamense - Artanema cabrae - Artanema evrardii - Artanema fimbriatum | - Artanema finetianum - Artanema longiflorum - Artanema longifolium - Artanema sesamoides |